# Fang Yuting
Fang Yuting (方玉婷S, Fāng YùtíngP; Liaoning, 21 dicembre 1989) è un'arciera cinese, vincitrice della medaglia d'argento a squadre ai Giochi di Londra 2012.

## Palmarès
- Giochi olimpici

2012 - Londra: argento a squadre.
- Campionati mondiali di tiro con l'arco

2011 - Torino: bronzo nell'individuale.